# فاكوندو زابالا
فاكوندو زابالا (بالإسبانية: Facundo Zabala)‏ هو لاعب كرة قدم أرجنتيني، ولد في 2 يناير 1999 في روساريو في الأرجنتين. لعب مع روزاريو سنترال.